# Ustnik płetwoplamy
Ustnik płetwoplamy, chetonik płetwoplamek (Chaetodon ocellatus) – gatunek morskiej ryby okoniokształtnej z rodziny chetonikowatych (Chaetodontidae). Występuje w zachodnim Oceanie Atlantyckim, zwykle w płytkich wodach, maksymalnie do 30 m głębokości. Osiąga do 20 cm długości ciała. 